# Enrique Guinea
Enrique Guinea Maquíbar (Vitoria, 1874-1944) fue un fotógrafo español de la primera mitad del siglo XX. Entre su legado destacan varios miles de negativos (entre placas y fotogramas) donados por su expreso deseo al Archivo Municipal Pilar Aróstegui de su ciudad y con la intención, según sus propias palabras:

de perpetuar mi agradecimiento hacia ese pueblo que me vio nacer

Estudió en Gran Bretaña y en la ciudad francesa de Burdeos, donde cursó comercio, en relación con su labor profesional principal, que era regentar una ferretería familiar junto con su hermano.
Su obra documenta los últimos años de una ciudad que va dejando de ser un pueblo y tiene cierto matiz costumbrista, representando un buen retrato sociológico de su provincia (Álava) y del entorno, como La Rioja o Guipúzcoa. Falleció el 16 de marzo de 1944.

## Familia
En el año 1903 nació su hijo, el arquitecto Jesús Guinea González de Peñalba (padre del también arquitecto Enrique Guinea García).

## Publicaciones
Colaboró con las siguientes publicaciones gráficas:
- Novedades (San Sebastián)
- La Hormiga de Oro[5] (Barcelona)
- La Esfera (Madrid)
- Blanco y Negro (Madrid)
- Sol y Sombra (Madrid)
- Mundo Gráfico (Madrid)
- Nuevo Mundo (Madrid)

## Exposiciones
- 2011: Exposición antológica del autor en el Archivo Municipal "Pilar Aróstegui" (Vitoria)[6][7]
- 2009: Vitoria en blanco y negro (Colectiva). Sala Espacio Ciudad (Vitoria)[8]

## Premios y reconocimientos (Selección)
- 1913: 2 Medallas (plata y bronce) por la obra "Me voilá" en el concurso convocado por la firma Agfa Gevaert[9] (Bélgica)
- 1916: Medalla de oro por la obra "Las dos abuelas", Revista "La Basconia" (Buenos Aires, Argentina)
- 1921: Es nombrado caballero y recibe la cruz de la Orden de Isabel la Católica por un álbum fotográfico del Cuerpo de Artillería